# Benedikt Braunmüller

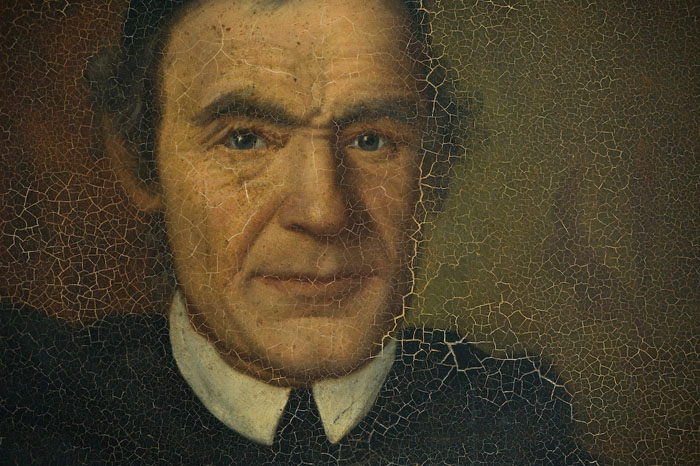
Benedikt Braunmüller

Benedikt Braunmüller OSB, Taufname Anton (* 12. März 1825 in Rötz, Oberpfalz; † 12. Juni 1898 in München), war ein deutscher Historiker, Benediktiner und Abt im bayerischen Kloster Metten.

## Biografie
Nach der mit dem Prädikat „vorzüglich“ absolvierten Gymnasialzeit in Regensburg begann Anton Braunmüller 1845 das Studium der Philosophie am dortigen Lyzeum. Um seinen Lebensunterhalt zu finanzieren, hatte er die Stelle eines Hauslehrers bei Regierungspräsident Freiherr Friedrich von Zu Rhein angenommen. Mit der Familie Zu Rhein übersiedelte er 1847 nach München und setzte hier das Studium der Philosophie und Theologie fort. An der Universität in München hörte er bei den Professoren Ignaz Döllinger, Daniel Haneberg und Franz Xaver Reithmayr und lebte im Herzoglichen Georgianum. Nach Abschluss des Studiums trat er 1849 in das Priesterseminar Regensburg ein und wurde am 16. Juli 1850 zum Priester geweiht.
Bereits im folgenden Jahr bat er um die Aufnahme in die Benediktinerabtei Metten. Bei der Profess am 24. Oktober 1852 erhielt er den Ordensnamen Benedikt. In den folgenden Jahren wirkte Benedikt Braunmüller als Erzieher im Seminar und als Lehrer am Gymnasium des Klosters Metten sowie als Novizenmeister an den mit Metten verbundenen Klöstern Lambach (Österreich) und St. Bonifaz in München. Nach dem Tod von Abt Utto Lang wurde Benedikt Braunmüller am 17. März 1884 zu dessen Nachfolger gewählt. Als Abt galt seine Sorge der Erneuerung des klösterlichen Lebens und der wirtschaftlichen Absicherung des Klosters Metten.
Als Historiker galt das Interesse von Benedikt Braunmüller hauptsächlich der Kirchen- und Ordensgeschichte, aber auch der Heimat- und Landesgeschichte. In all diesen Bereichen hat er neben seiner Tätigkeit als Lehrer und Abt Veröffentlichungen hinterlassen.
Er war Ehrenmitglied der katholischen Studentenverbindung KDStV Aenania München.

## Werke (Auswahl)
- Beiträge zur Geschichte der Bildung in den drei ersten Jahrhunderten des Christenthums (Programm am Schlusse des Studienjahres / Gymnasium zu Metten, 1854/55), Regensburg 1854.
- Ueber den Bildungszustand der Klöster des vierten und fünften Jahrhunderts (Programm Metten, 1856), Landshut 1856.
- Der Natternberg, in: Verhandlungen des Historischen Vereins für Niederbayern 17 (1873) 3–62, 125–184, 299–316.
- Beiträge zur Geschichte des östlichen Donaugaues und der Grafen von Bogen (Progr. Metten, Studien-Anstalt im Benediktiner Stifte, 1872/73), Landshut 1873.
- Bemerkungen gegen die neue Petrensia auf den Höhen von Pleinting, in: Verhandlungen des Historischen Vereins für Niederbayern 17 (1873) 370–379.
- Die lobsamen Grafen von Bogen, in: Verhandlungen des Historischen Vereins für Niederbayern 18 (1874) 87–146.
- Die bescholtenen Grafen von Bogen, in: Verhandlungen des Historischen Vereins für Niederbayern 19 (1876) 3–66.
- Hermann, Abt von Niederaltaich, in: Verhandlungen des Historischen Vereins für Niederbayern 19 (1876) 245–328.
- Sossau, seine Kirche und Wallfahrt, Straubing 1877.
- Kurzer Bericht über die Erscheinungen U. L. Frau bei Mettenbuch, 3. Aufl. Deggendorf 1878.
- Geschichtliche Nachrichten über die hl. Hostien in der Grabkirche zu Deggendorf, Deggendorf 1879.
- Ein Wort zur Lösung der Frage über die unterirdischen Gänge, in: Verhandlungen des Historischen Vereins für Oberpfalz 34 (1879) 260–262.
- Diakon und Abt Ato auf einer Synode zu Regensburg, in: Studien und Mitteilungen zur Geschichte des Benediktiner-Ordens und seiner Zweige 2 (1881).
- Beiträge zur Geschichte von Prüfening, in: Verhandlungen des Historischen Vereins für Oberpfalz und Regensburg 36 (1882)
- Die Reihe der Aebte im Kloster Prüfening, in: Studien und Mitteilungen zur Geschichte des Benediktiner-Ordens und seiner Zweige 3 (1882)
- Conföderationsbriefe des Klosters St. Emmeram in Regensburg, in: Studien und Mitteilungen zur Geschichte des Benediktiner-Ordens und seiner Zweige 3 (1882).
- Reihe der Aebte von St. Emmeram in Regensburg, in: Studien und Mitteilungen aus dem Benediktiner- und dem Cistercienser-Orden 4 (1883).
- Monumenta Windbergensia, Teil 1. Traditiones, in: Verhandlungen des Historischen Vereines für Niederbayern 23 (1884) 137–179.